# Alexandre Ledru-Rollin
Alexandre-Auguste Ledru-Rollin (Parigi, 2 febbraio 1807 – Fontenay-aux-Roses, 31 dicembre 1874) è stato un avvocato e politico francese, di parte democratica e repubblicana.

## La Monarchia di Luglio
Nato a Parigi il 2 febbraio 1807,  Alexandre Ledru-Rollin si laureò in giurisprudenza nel 1828, e divenuto avvocato due anni dopo, nel 1832 rese già note le sue opinioni politiche, protestando contro lo stato d'assedio, e più tardi le dimostrò ancor più difendendo i giornali contrari al governo orleanista sottoposti a processo (la Nouvelle Minerve, lo Charivari, il Journal du Peuple, ecc.).
Assai giovane, si arrolò nella Società Segreta dei Diritti dell'Uomo (insieme a François ed Étienne Arago, Louis Blanc, Victor Schoelcher, Louis Auguste Blanqui): essa tentò, il 15 aprile 1834, un'insurrezione a Parigi: come già quattro anni avanti, furono erette in città numerose barricate, stroncate col famoso massacro della rue Transnonain.
Nel 1841, con un programma  repubblicano, fu eletto a grande maggioranza deputato per il collegio di Le Mans rimasto vacante per la morte di Étienne Joseph Louis Garnier-Pagès, e alla camera divenne in breve il rappresentante più autorevole dell'estrema sinistra. Nel 1846 pubblicò un manifesto nel quale reclamava il suffragio universale e ricoprì un ruolo molto attivo nella campagna dei banchetti (1847-48).

## La Seconda Repubblica
Dopo la caduta di Luigi Filippo, con la rivoluzione di febbraio, Ledru-Rollin, che sulle barricate aveva arringato il popolo alla rivolta e alla camera combattuto a oltranza la proposta di affidare la reggenza alla duchessa d'Orléans, fu uno dei massimi esponenti del governo provvisorio, ma si trovò presto in contrasto con i suoi colleghi, specialmente con Alphonse de Lamartine, intenti ad arginare gli effetti della rivoluzione. Ebbe tuttavia parte notevole nei primi atti di cambiamento di regime, che furono specialmente l'abolizione della pena di morte e della schiavitù, la proclamazione del governo repubblicano, il riconoscimento del diritto al lavoro, ecc.
Come ministro dell'Interno ebbe parte principale nella preparazione del suffragio universale e nella repressione del tentativo insurrezionale del 16 aprile, tendente ad abbattere il governo provvisorio. Eletto all'Assemblea costituente, vi ebbe fredda accoglienza, contrariamente ai suoi colleghi; e, quando il 15 maggio tentò ancora una volta di calmare gli accesi umori di coloro che pure lo ritenevano per loro capo, si accorse che la sua popolarità andava sempre più scemando, mentre l'elemento repubblicano moderato lo guardava con diffidenza. Rimase al potere fino al 24 giugno 1848, e si schierò all'opposizione quando la commissione esecutiva lasciò il posto alla dittatura del generale Cavaignac. Candidatosi alla presidenza della Repubblica, ottenne solo 370 119 voti. 
Venne, invece, eletto alla Assemblea Legislativa, in occasione delle elezioni generali del 13 maggio 1849. Da deputato, si oppose con veemenza alla politica del principe-presidente Luigi Napoleone Bonaparte: leader della Montagna, avversò con energica arte oratoria tutti gli atti del governo, specialmente la spedizione del generale Oudinot nello Stato della Chiesa, per reprimere la neonata Repubblica Romana. Rieletto all'Assemblea legislativa nel maggio, si mise alla testa del moto rivoluzionario del 13 giugno, che fu violentemente represso dal generale Nicolas Changarnier; quando si rese conto che il suo arresto era imminente emigrò di nascosto in Inghilterra, dove visse fino al gennaio del 1870, quando fu autorizzato a fare ritorno in patria.
Durante il suo lungo esilio congiurò sempre contro Napoleone III, formando con Giuseppe Mazzini e Lajos Kossuth il Comitato democratico europeo. In quegli anni, oltre a una narrazione degli avvenimenti che lo avevano costretto a lasciare la Francia (Le 13 juin 1849) scrisse De la décadence de l'Angleterre (Parigi 1850), violento atto d'accusa contro il governo britannico, e fu uno dei principali redattori della Voix du Proscrit.

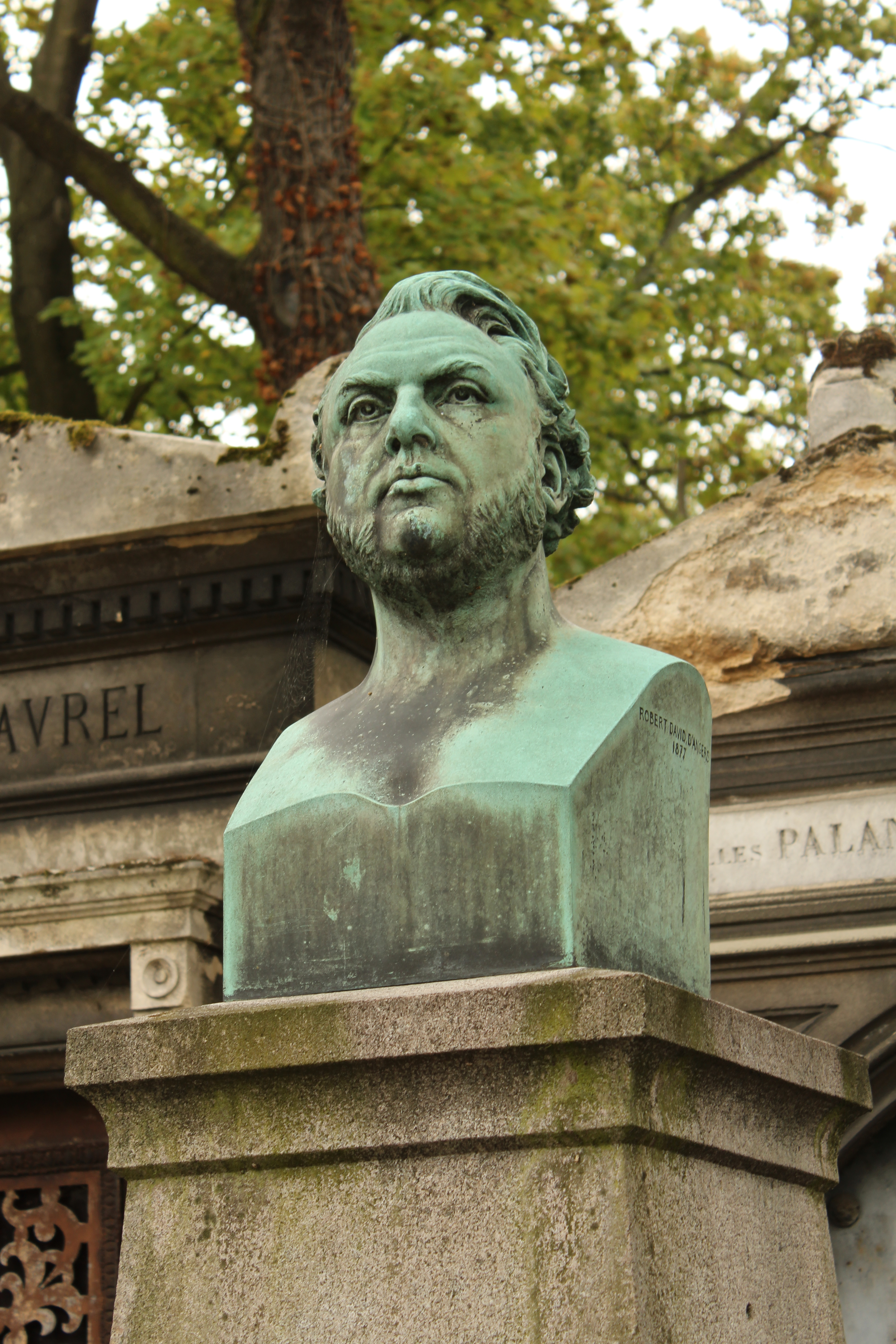
busto opera di David d'Angers al cimitero di Père-Lachaise

## La Terza Repubblica
Tornato a Parigi il 28 marzo 1870, fu eletto all'Assemblea nazionale, ma si dimise poco dopo, e fece un nuovo soggiorno in Inghilterra fino al 1873; tuttavia fu rieletto deputato nel 1874, ma prese scarsa parte ai lavori parlamentari. È sepolto a Parigi, nel cimitero di Père-Lachaise. Nella stessa città gli è stata dedicata una stazione della metropolitana.